# Lune de miel à Bali
Pour plus de détails, voir Fiche technique et Distribution.
Lune de miel à Bali (Honeymoon in Bali) est un film américain en noir et blanc réalisé par Edward H. Griffith, sorti en 1939.

## Synopsis
À New York, la belle Gail est une dirigeante de grand magasin ambitieuse. Elle croit fermement que n'importe qui, y compris une femme, peut réussir dans la carrière qu'elle s'est choisie. Aussi n'est-elle pas amusée quand une diseuse de bonne aventure lui prédit un mariage et un bébé pour tout avenir. Elle campe ferme sur ses décisions. Mais lorsqu’elle rencontre le suave et décontracté Bill Burnett, arrivé de Bali, ses convictions commencent à vaciller...

## Fiche technique
- Titre français: Lune de miel à Bali
- Titre original : Honeymoon in Bali
- titre britannique : Husbands or Lovers
- Réalisation : Edward H. Griffith
- Scénario : Grace Sartwell Mason, Katharine Brush
- Production : Jeff Lazarus, William LeBaron
- Société de production et de distribution : Paramount Pictures
- Photographie : Ted Tetzlaff, Charles Edgar Schoenbaum
- Montage : Eda Warren
- Musique : Friedrich Hollaender, Victor Young
- Costumes : Edith Head
- Pays d'origine :  États-Unis
- Format : noir et blanc - 1,37:1 - son mono (Western Electric Mirrophonic Recording)
- Genre : comédie romantique
- Durée : 95 minutes
- Dates de sortie : 
  - États-Unis : 29 septembre 1939
  - France : 6 mars 1940

## Distribution
- Madeleine Carroll : Gail Allen
- Fred MacMurray : Bill "Willie" Burnett
- Allan Jones  : Eric Sinclair
- Akim Tamiroff : Tony, le laveur de carreaux
- Helen Broderick : Lorna "Smitty" Smith
- Osa Massen :  Noel Van Ness
- Carolyn Lee : Rosie
- Astrid Allwyn : diseuse de bonne aventure
- Georgia Caine : Mlle Stone, secrétaire de Gail
- John Qualen : Meek Man
- Fritzi Brunette : secrétaire
- William B. Davidson : le détective du magasin
- Benny Bartlett : Jack, le livreur de télégramme